# Windsor Grey

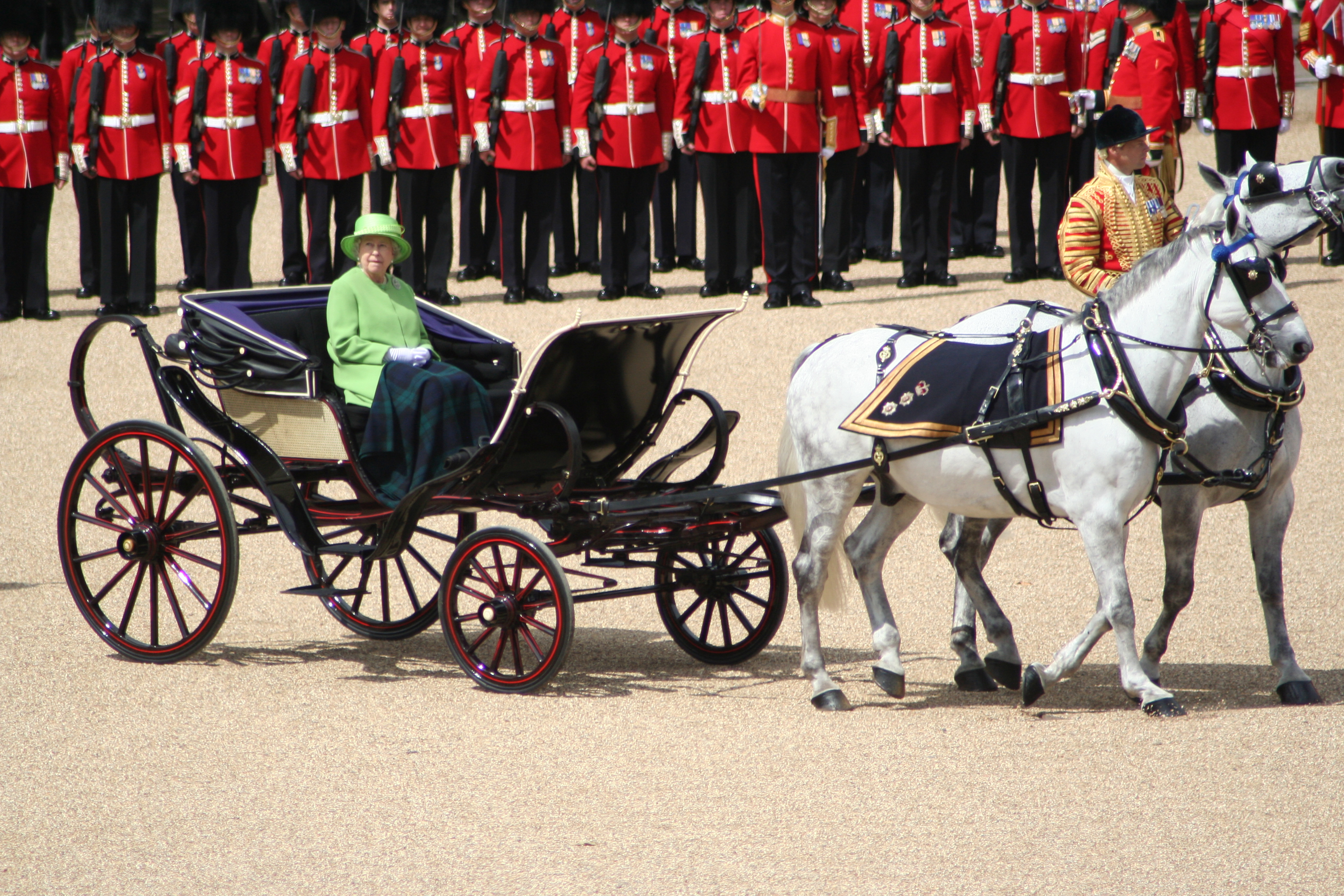
Une paire de Windsor Greys avec la reine, Trooping the Color

Les Windsor Grey sont les chevaux gris utilisés par la royauté du Royaume-Uni pour tracter des voitures et d'autres attelages lors de diverses processions cérémonielles et, depuis 1986, lorsque la reine effectue le Trooping the Colour. Ils jouent un rôle important dans le cérémonial de la famille royale britannique.  
Ils sont hébergés dans les Royal Mews. Certains ont également représenté la couronne britannique dans diverses compétitions d'attelage combiné, parfois menés par le prince Philip, duc d'Édimbourg. 

## Description
Les Windsor Grey ne constituent pas une race, tout cheval britannique de robe grise pouvant être sélectionné s'il répond aux critères établis de tempérament et d'apparence. Il est vraisemblable que la couleur de robe grise ait été retenue par la famille royale britannique pour sa tendance à attirer l'oeil. 

## Windsor Grey célèbres
Deux Windsor Grey, Claudia et Storm, du Royal Mews de Londres, sont disponibles pour une observation quotidienne. Storm a inspiré une statue avec un autre cheval de même type, Daniel, qui a été mis à la retraite en 2017, à l'âge de 22 ans. Daniel est connu pour avoir été le Windsor Grey favori de la reine.  
Storm et Tyrone, un autre Windsor Grey, ont tracté le chariot de procession à Windsor pour le mariage du prince Harry et de Meghan Markle, le 19 mai 2018. 